# Höstsonaten (opera)
Höstsonaten är en finländsk opera från 2017 med musik av Sebastian Fagerlund och libretto av Gunilla Hemming. Operan är baserad på Ingmar Bergmans långfilm Höstsonaten (1977).
Operan om den outtalade livslånga konflikten mellan den internationellt firade konsertpianisten "Charlotte" och hennes dotter, prästfrun "Eva" uruppfördes i september 2017 på Finska nationaloperan, med Anne Sofie von Otter (Charlotte) och Erika Sunnegårdh (Eva) i huvudrollerna. Föreställningen visades även bland annat i Sveriges Television 2018.
Sverigepremiären ägde rum på Malmö Opera 13 september 2019 utgående från den finländska produktionen, med Charlotte Hellekant, Erika Sunnegårdh, Helena Juntunen, Nicholas Söderlund och Fredrik Zetterström i rollerna. Dirigent var Patrik Ringborg. Produktionen gästspelar även i Hong Kong i november samma år.